# Martín Abadi
Martín Abadi (n. 1963) es un científico en computación argentino, que trabaja actualmente en la Universidad de California, Santa Cruz y Google.
Obtuvo su Doctorado en la Universidad de Stanford en 1987 como estudiante de Zohar Manna. Es muy reconocido por su trabajo en seguridad computacional y en lenguaje de programación, incluyendo su trabajo con Michael Burrows y Roger Needham sobre Burrows-Abadi-Needham logic donde analizan protocolos de autenticación y su libro con Luca Cardelli A Theory of Objects, donde presentan cálculos formales para la semántica de los lenguajes de programación orientados a los objetos.
En 2008 Abadi fue Fellow de la Association for Computing Machinery.
En 2011, fue profesor temporario en el Collège de France en Paris,
El 7 de septiembre de 2010, nombran al Sr Martín Abadi, profesor en la Collège de France, como profesor tiempo completo temporario en el año académico 2010-2011 enseñando seguridad computacional.